# Учение «Шквал»
Учение «Шквал» — учение авиации ВМФ, проведённое в СССР 22 августа 1961 года на полигоне Новая Земля. В ходе учения испытывалась крылатая ракета К-10 с ядерным зарядом, предназначенная для поражения надводных кораблей. Пуск ракеты осуществлялся по цели с бомбардировщика Ту-16К, в качестве цели использовался артиллерийский щит, оснащённый уголковыми отражателями. Мишенная обстановка находилась в районе губы Башмачная. Примерно за 400 км до цели с бомбардировщика был осуществлён её радиолокационный захват, после чего была пущена крылатая ракета. Взрыв произошёл на высоте 60 м в центре мишенной обстановки, поразив цель, энерговыделение — 6 кт. Руководил учением адмирал В. А. Касатонов.